# Sanankuya
Sanankuya (também sanankou(n)ya, sinankun, senenkun, senankuya) refere-se a uma característica social presente, especialmente entre os povos Mande do Mali, assim como muitas sociedades do Oeste africano, em geral, muitas vezes descrita em termos como "irmandade", "relação de brincadeira", etc.
Além de relações sanankuya que são pré-estabelecidas entre certos clãs étnicos ou profissionais, uma relação sanankuya também pode ser estabelecida entre dois participantes dispostos à "quebrar o gelo". Quem mantém uma relação sanankuya podem tratar uns aos outros como se fossem primos, parentes próximos ou quem brinca com comparações ou insultos humorísticos um com o outro. Este é considerado um elemento essencial dos Mande e das  sociedades da África Ocidental, e foi supostamente estabelecido como um dever civil na Kurukan Fuga, a constituição oral do Império do Mali, feita por Sundiata Queita no ano de 1236.
Por exemplo, nos clãs Traoré e Koné que cada membro de um clã mantêm um relacionamento sanankuya com os membros do outro clã, e uma das mais frequentes piadas  decorrentes é que cada clã deve acusar o outro de amar de comer feijão em demasia.